# Miriam Tendler
Miriam Tendler (Rio de Janeiro, 22 de janeiro de 1949) é uma médica epidemiologista e pesquisadora brasileira. Ela é reconhecida por desenvolver a vacina para esquistossomose, a vacina Sm14.

## Primeiros anos
Oriunda de família de imigrantes asquenazes refugiada do Holocausto no Brasil.

## Carreira

### Trajetória acadêmica

#### Medicina
Miriam ingressou na Universidade do Estado do Rio de Janeiro (UERJ) no curso de Medicina, concluindo-o em 1972. Desde o inicio interessou-se pelas doenças Infecciosas e Parasitárias, se aperfeiçoando no Mestrado e Doutorado a pesquisa de Schistosoma mansoni.  Foi Pesquisadora da Titular do Instituto Oswaldo Cruz/Fiocruz de 1987-2011. Atualmente coordena o projeto de desenvolvimento da vacina para esquistossomose.

#### A vacina Sm14

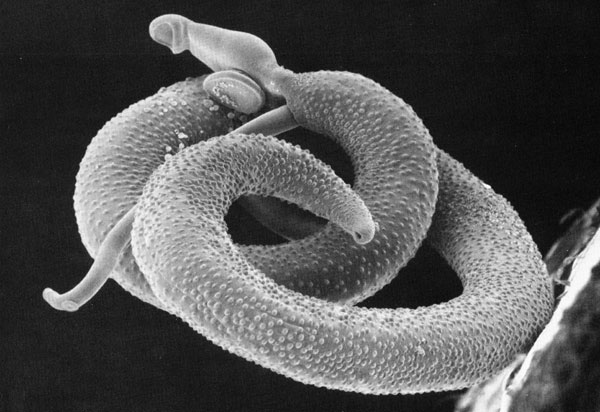
Micrografia eletrônica de varredura de Schistosoma mansoni

A esquistossomose é conhecida popularmente como “barriga d’água”, foi alvo de varias pesquisas internacionalmente, especialmente por ser uma doença frequente em áreas com baixo saneamento básico. O projeto iniciou-se em 1980, tem sido longo caminho para entender os processos e desenvolvimento do parasita. Miriam, sendo referencia no parasita e reconhecer o ciclo de vida, descobriu que a proteína Sm14 liberada pelo parasita após infectar o hospedeiro era essencial para desenvolver uma vacina. Ela funciona com antígenos da proteína Sm14, encontrados na superfície do parasita, S. mansoni, e introduzidos nos hospedeiro para fortalecimento do sistema imune, produto de engenharia genética.
Senegal é país reconhecido como uma área hiperendêmica da doença, com grandes registros de pessoas com a doença, aproximadamente 90% . Por isso, por selecionado em 2016 para a etapa da fase 2 do projeto, com estudos clínicos. Em 2022, chegou a fase final do estudo com uma vacina estável, de baixo custo para a população e alto rendimento.

## Produção Intelectual
A pesquisadora possui citações em revistas internacionais de alta qualidade, sua produção intelectual é base para o desenvolvimento de novas pesquisas na área da saúde. Suas pesquisas mais citadas, são:
| Título da pesquisa | Ano  | Área de contribuição | Referencia |
| --- | ---- | -------------------- | ---------- |
| Método rápido para detecção de fração antigênica de vermes adultos de Schistosoma mansoni                                                                                               | 1975 | Medicina             | [ 6 ]      |
| A Schistosoma mansoni fatty acid-binding protein, Sm14, is the potential basis of a dual-purpose anti-helminth vaccine.                                                                 | 1996 | Parasitologia        | [ 7 ]      |
| The biotechnology-value chain: Development of Sm14 as a schistosomiasis vaccine | 2008 | Doenças tropicais    | [ 8 ]      |
| Development of the Sm14/GLA-SE Schistosomiasis Vaccine Candidate: An Open, Non-Placebo-Controlled, Standardized-Dose Immunization Phase Ib Clinical Trial Targeting Healthy Young Women | 2022 | Engenharia Genética  | [ 9 ]      |

### Prêmios
- 1972, Medalha do Sesquicentenário da Independência do Brasil, Secretaria de Saúde do Estado da Guanabara
- 1996, Prêmio Governador do Estado - Departamento de Ciência e Tecnologia
- 1998, Prêmio Claudia, categoria "Nunca desistem"[10]
- 2000, Membro Titular da Academia Fluminense de Medicina
- 2017, homenagem por estudos em prol de vacina brasileira para esquistossomose[3]
- 2012, Medalha do Mérito Marechal Deodoro da Fonseca[11]